# Bristoweia zorodes
Bristoweia zorodes is een hooiwagen uit de familie Gonyleptidae. De wetenschappelijke naam van Bristoweia zorodes gaat terug op Mello-Leitão.